# Грисині
Грисині, грісіні або гріссіні (італ. grissini) — традиційні італійські хлібні палички, зазвичай розміром трохи більше олівця.
Довгі тонкі та хрусткі грисині з тіста на вершковому маслі або соняшниковій олії, а іноді на яйцях і навіть солоді з'явилися у XIV столітті в околицях Турину і набули поширення по всій Італії. Їх можна побачити на столах практично у всіх ресторанах і піцеріях.